# Beibach (Rems)
Der Beibach ist ein etwa fünfeinhalb Kilometer langer Bach, der beim Stadtteil Beinstein von Waiblingen von links in die Rems mündet. Er entspringt im nordwestlichen Zipfel des Schurwaldes.

## Name
Der Bach wird 1402 erstmals als Bibach urkundlich erwähnt. Der Name leitet sich von *Bi(burg)bach ab mit der Bedeutung 'Bach bei der Beiburg'.

## Geographie

### Verlauf
Der Beibach entspringt im Schurwald auf einer Höhe von etwa 335 m ü. NHN einem kleinen Teich auf der Kommunalgrenze zwischen dem Fellbacher Waldgewann Diebsklinge und dem Kernener Waldgewann Beiburg.
Er fließt zunächst nordwärts aus dem Wald heraus, in dem er noch seinen ersten, längeren linken Quellast aufnimmt, und wechselt dann am Zufluss des Haldenbach aus der Flur Röhrach im Westen auf recht beständig nordöstlichen Lauf. Bald danach werden die flach eingeböschten Ufer des über zwei Meter breiten Bachs von einer Baumgalerie aus Erlen und Eschen begleitet. Etwas später fließt ihm bei der Flur Grießing vom Kernenfuß im Süden her der Seewiesenbach zu.
Der Beibach zieht zwischen den Ortsteilen  Stetten (rechts) und Rommelshausen (näher links) der Gemeinde Kernen im Remstal hindurch und passiert dabei auch den Rommelshausener Wohnplatz Hangweide direkt am linken Ufer. Es folgt die Kläranlage Beibach. Am Übertritt auf die Gemarkung von Weinstadt-Endersbach kreuzt der Bach die von Rommelshausen kommende L 1198. Etwas bevor er die Remsbahn quert, wird der Baumbewuchs am Ufer spärlicher.
Zuletzt unterquert der Bach die autobahnartig ausgebaute B 29 an der Auffahrt Weinstadt-Beinstein und mündet dann, zuletzt wieder Gebietsgrenze nun zwischen Weinstadt und Waiblingen, gegenüber dem Sportplatz von Waiblingen-Beinstein auf etwas unter 225 m ü. NHN von links in die Rems.
Der etwa 5,4 km lange Lauf des Beibachs endet 113 oder etwas mehr Höhenmeter unterhalb seiner Quelle, er hat somit ein mittleres Sohlgefälle von etwa 21 ‰.

Beibach
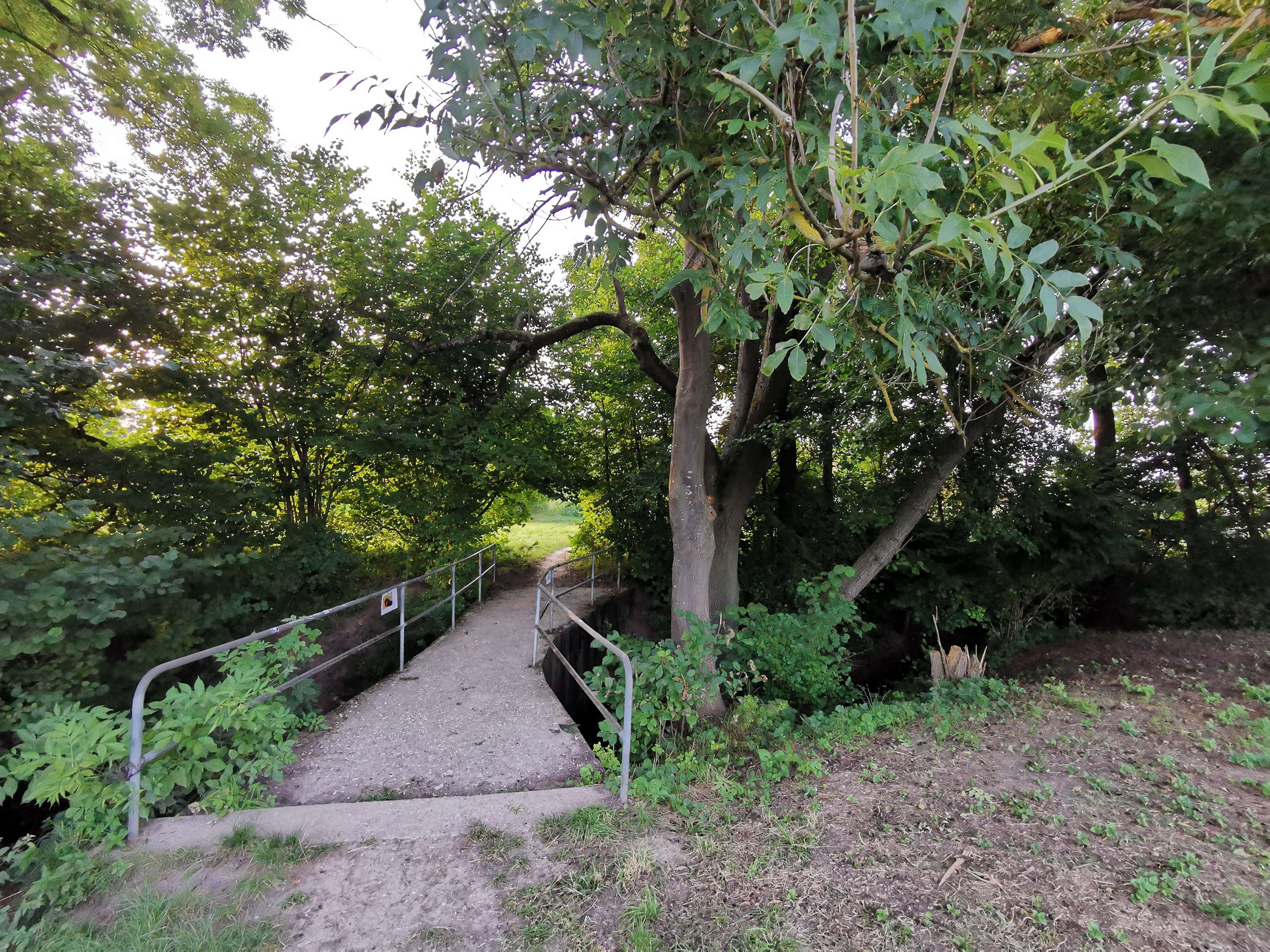
Betonsteg über den Beibach bei Rommelshausen
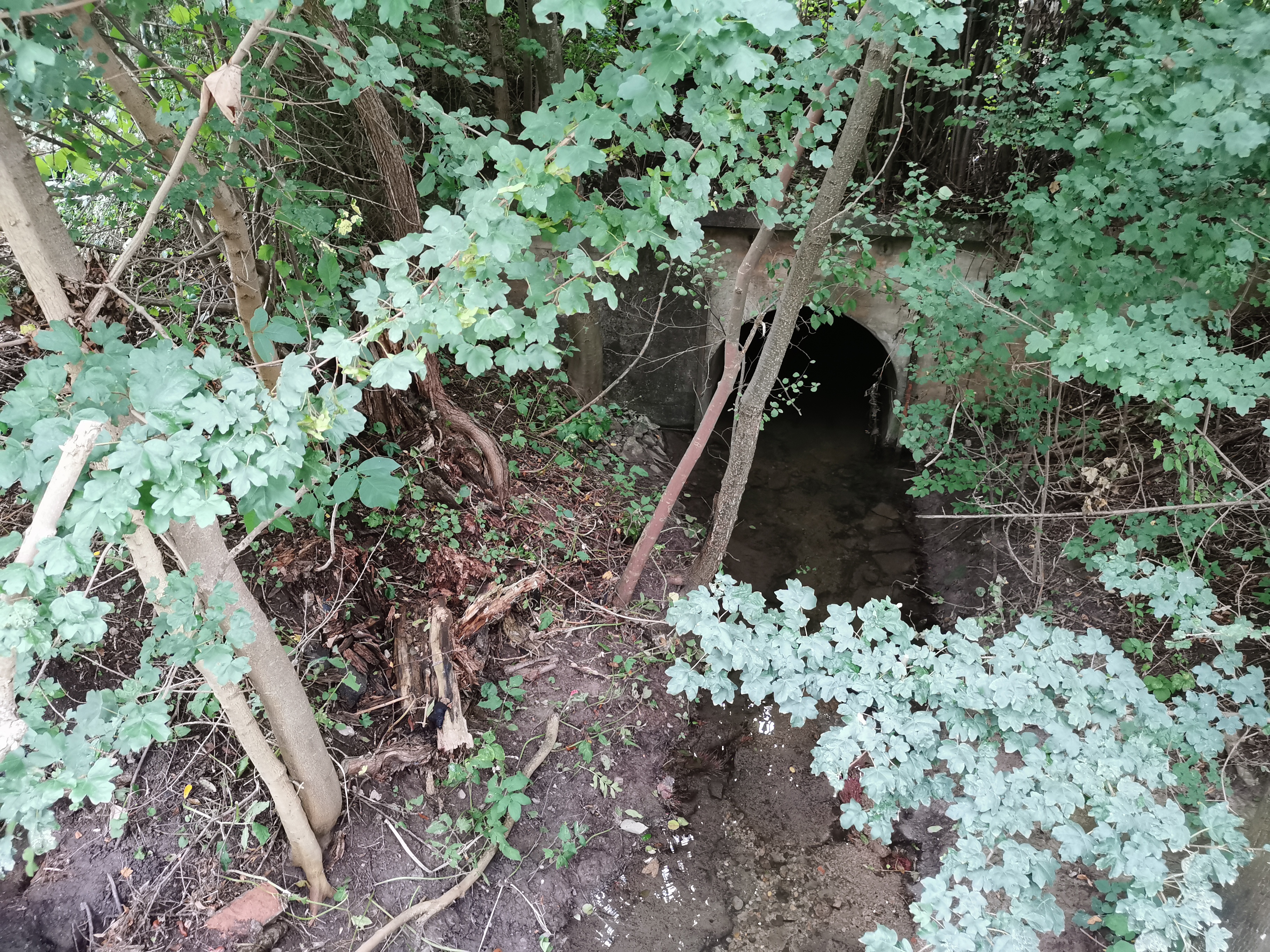
Beibach bei der Hangweide
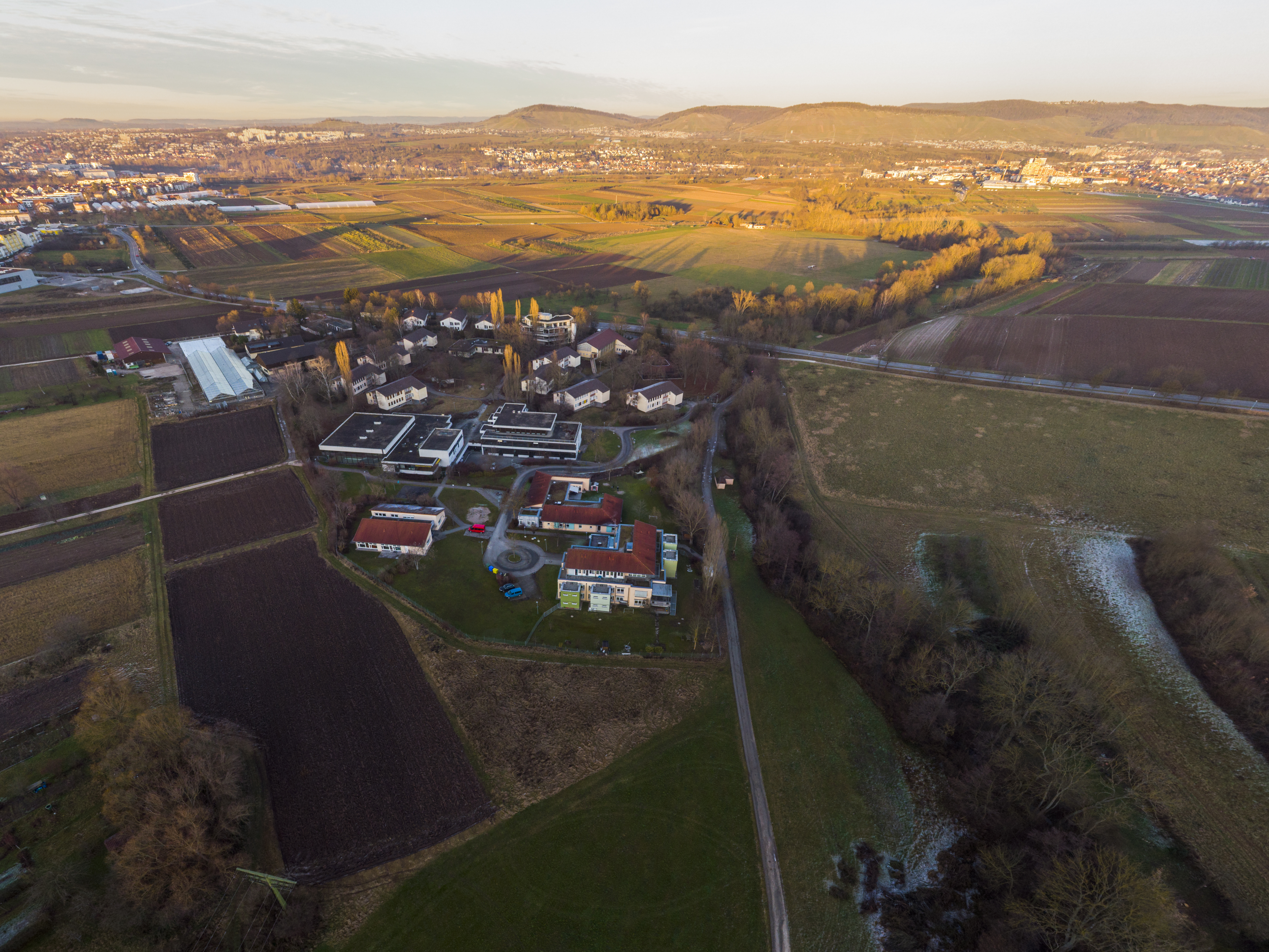
Lauf des Beibachs in Richtung Weinstadt
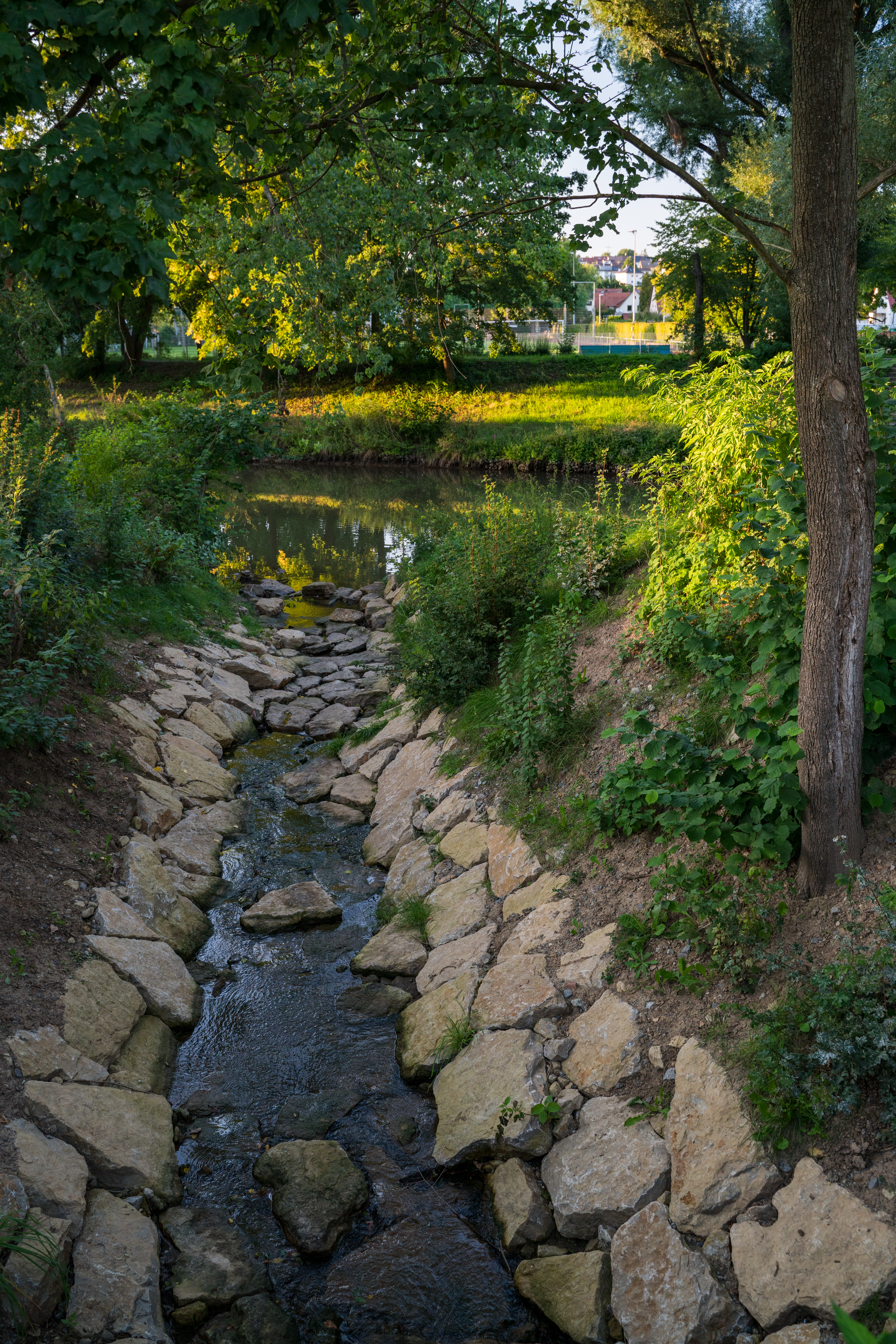
Mündung des Beibachs in die Rems

### Einzugsgebiet
Das etwa 6,8 km² große, etwa 5,5 km lang nordostwärts langgestreckte Einzugsgebiet des Beibachs ist nirgends auch nur 2 km breit und liegt zwischen denen der Remszuflüsse Haldenbach etwas flussaufwärts im Südosten und Schüttelgraben flussabwärts im Nordwesten. Jenseits der kürzeren, auf der Kammhöhe des nordwestwärts auslaufenden Schurwalds verlaufenden südwestlichen Wasserscheide entwässern im Stuttgarter Stadtgebiet der Uhlbach direkt und der Gögelbach indirekt über einen Nebenkanal in den Neckar oberhalb der Remsmündung. Höchster Punkt ist der 512,7 m ü. NHN erreichende Gipfel des Kernen an der südlichen Gebietsgrenze.
Zur Stadt Stuttgart gehören zwei winzige, gewässerfreie Randstreifen auf dem Schurwaldkamm, zu Stadt Fellbach ein größerer Gebietsanteil im Schurwald, zur Gemeinde Kernen im Remstal der mit Abstand größte am mittleren Lauf. Die Endersbacher Stadtteilgemarkung von Weinstadt hat wieder einen kleinen am Unterlauf. Auf weniger als dem letzten halben Kilometer ist der Bach dann die Kommunalgrenze zwischen Weinstadt-Endersbach rechts und der Beinsteiner Stadtteilgemarkung von Waiblingen links.

### Zuflüsse
Liste der Zuflüsse, von der Quelle zur Mündung. Auswahl.
- Entfließt auf etwa 340 m ü. NHN seinem Quellteich im Wald Beiburg, knapp 0,1 ha.
- (Bach aus der Diebsklinge), von links und Südwesten auf etwa 323 m ü. NHN nach erst etwa 0,2 km Wegs, 0,5 km und ca. 0,4 km².
- Haldenbach, von links und Westen auf 286,5 m ü. NHN gegenüber dem Kleingärtnergelände von Kernen, 1,2 km und ca. 0,9 km².
- Seewiesenbach, von rechts und Südsüdwesten auf etwa 279 m ü. NHN zwischen den beiden ersten Naturdenkmalen am Lauf und gegenüber dem Sportgelände von Kernen auf dem Gegenhang, 1,3 km und ca. 0,9 km².

## Geologie
Die höchste im Einzugsgebiet anstehende mesozoische Schicht ist der Psilonotenton des Unterjuras auf dem kleinen Kernen-Gipfelplateau, im übrigen liegen überall mesozoische Schichten des Keupers. Auf der Schurwaldhöhe liegt flächenhaft Stubensandstein (Löwenstein-Formation), darunter am Hang streichen in schneller Folge Streifen von Oberen Bunten Mergeln (Mainhardt-Formation), Kieselsandstein (Hassberge-Formation), Unteren Bunten Mergeln (Steigerwald-Formation) und Schilfsandstein (Stuttgart-Formation) aus. Etwa an der Grenze zum in der Ablagerungsfolge unter diesem liegenden Gipskeuper (Grabfeld-Formation) entstehen der höher als dieser entspringende Bach aus der Diebsklinge, der Beibach selbst verläuft in dessen Schichthöhe bis etwas nach Hangweide. Er mündet im Lettenkeuper (Erfurt-Formation).
Diese mesozoischen Schichten sind schon am unteren Schurwaldhang, mehr noch in der recht flachen Flurebene davor durch jüngere Schichten überdeckt. Lösssediment aus quartärer Ablagerung und lössführende Fließerden liegen dort auf einem Großteil der Fläche.

## Denkmale
Am Beibach liegen die drei Naturdenkmale Quellteich im Beibachtal (in der offenen Flur nach dem Zufluss des Haldenbachs), Feuchtwiesen mit alter Kopfweide und Beibach mit Teich und Feuchtflächen, sowie das Kulturdenkmal Steinbrücke über den Beibach.

Natur- und Kulturdenkmale
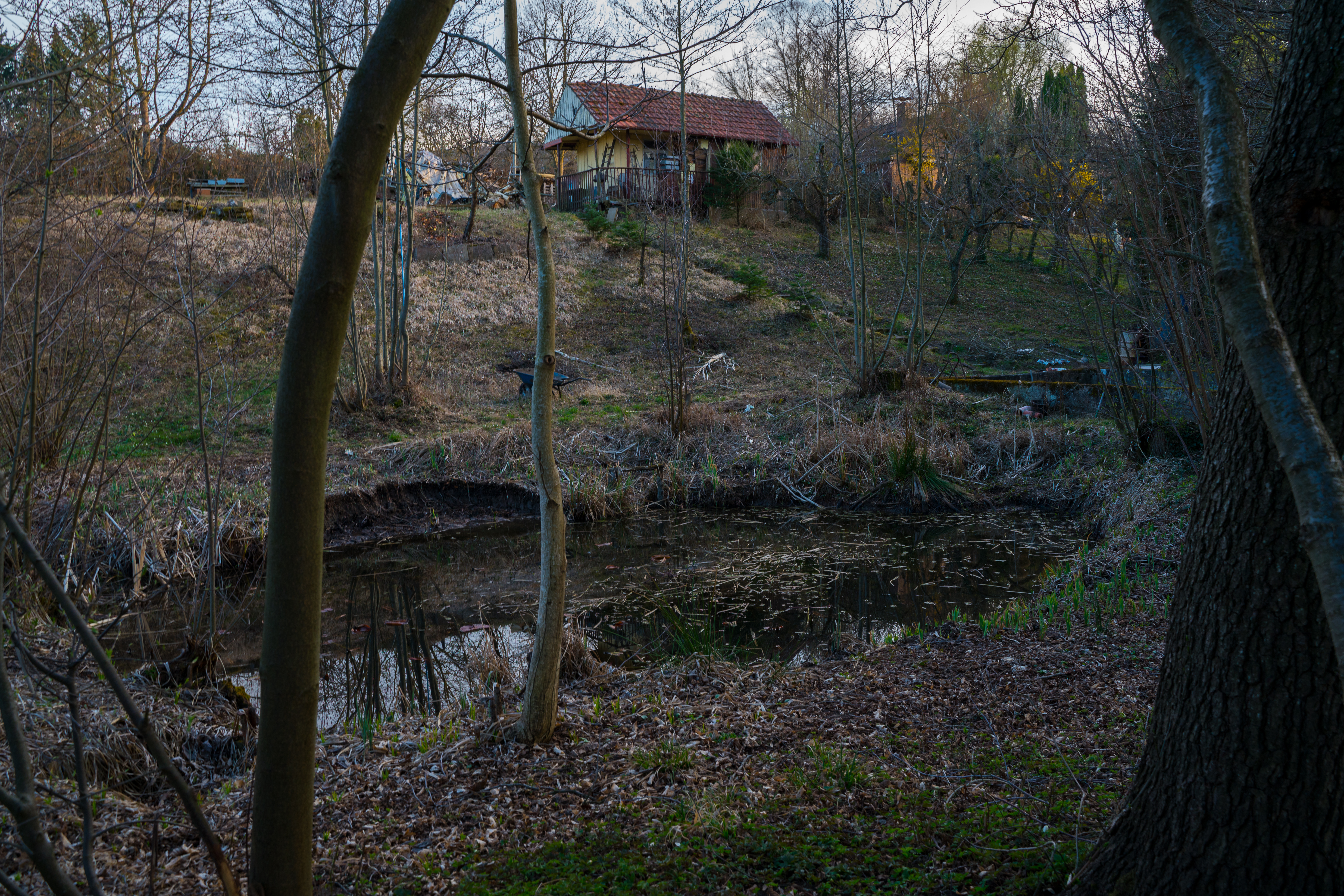
Quellteich im Beibachtal ⊙
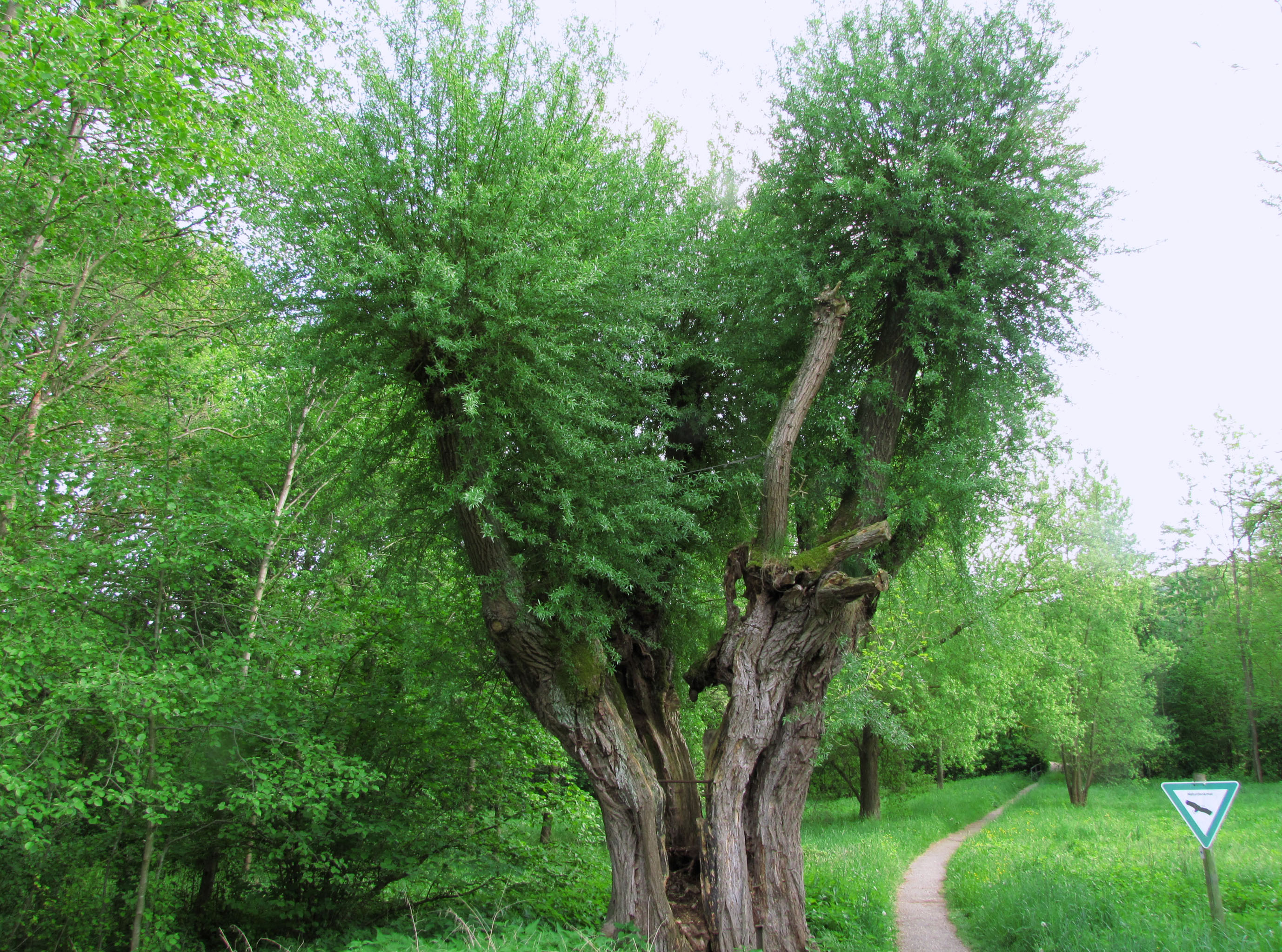
Feuchtwiesen mit alter Kopfweide ⊙
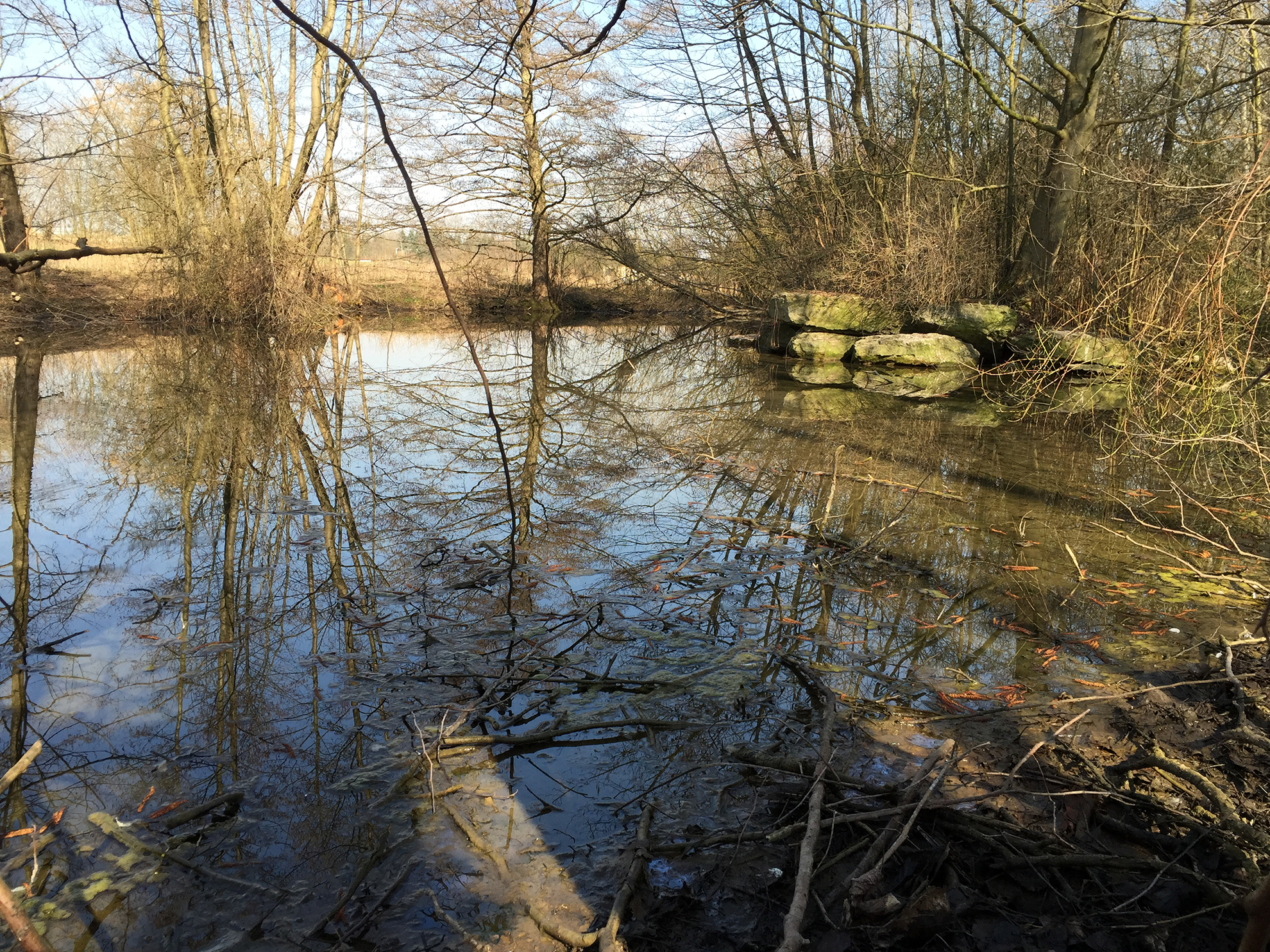
Beibach mit Teich und Feuchtflächen ⊙
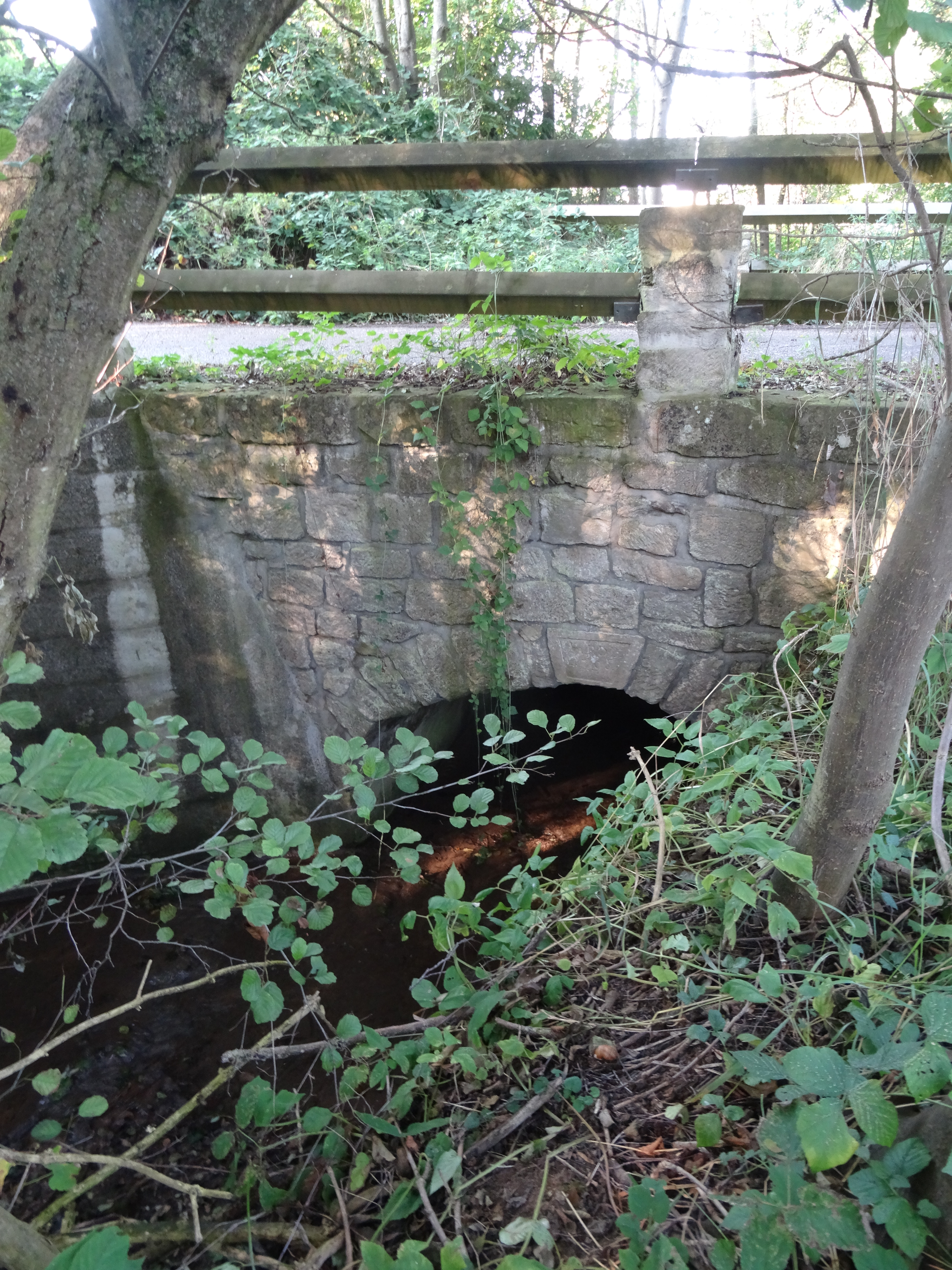
Steinbrücke über den Beibach ⊙

## Geschichte
In der „Beschreibung des Oberamts Canstatt“ von 1832 wird eine Ölmühle am Beibach auf Rommelshausener Gebiet erwähnt, unbewohnt aber genutzt. Das Messtischblatt Cannstatt von 1930 zeigt einen im unteren Bereich schon trockenfallenden Mühlkanal, der südlich von Rommelshausen linksseits abging und in einen kleinen Teich Egelsee etwa am Westrand des heutigen Wohnplatzes Hangweide einfloss, wo damals anscheinend eine Fabrik betrieben wurde; von beiden Gewässern ist heute nichts mehr vorhanden.